# Janina Draczewska
Janina Draczewska, właśc. Janina Drac z domu Lejczyk (ur. 29 listopada 1891 w Warszawie, zm. 16 stycznia 1962 w Łodzi) – aktorka teatralna i filmowa.

## Życiorys
Urodziła się w rodzinie Jana Lejczyka i Heleny z Rybków. Jej siostra Maria Lelska (1899–1974) była także aktorką. Absolwentka gimnazjum żeńskiego J. Jankowskiej w Warszawie. W 1908 rozpoczęła naukę w Szkole Aplikacyjnej przy WTR, którą przerwała po zamążpójściu. W 1923 ukończyła Oddział Dramatyczny przy Konserwatorium Muzycznym w Warszawie i debiutowała w Teatrze im. Aleksandra Fredry w Warszawie. Występowała następnie w wielu teatrach: „Semafor” we Lwowie (1926/1927), „Rewia” w Warszawie (1927/1928), Teatrze na Bielańskiej (1928/1929), Teatrze Miejskim w Grodnie (1929–1931), „Qui Pro quo” (1931/1932), „Jaskółka” (1932/1933), „Ateneum” i Polskim (1933–1934), Stołecznym Teatrze Powszechnym (1935/1936), zespole objazdowym „Płomyk” (1936/1937), Teatrze Miejskim we Lwowie (1937/1938).
Podczas II wojny światowej nie pracowała w teatrze.
Po wojnie była aktorką Teatru „Bajka” w Łodzi (1945), Teatru Kameralnego w Łodzi (1945/1946), „Syrena” w Łodzi, Teatru Polskiego w Bielsku. Od 1949 do 1957 występowała w Teatrze Nowym w Łodzi.
Była żoną Aleksandra Draca. Ich córka Jadwiga (1909–1991) była tancerką, choreografem, aktorką, suflerem, pedagogiem i działaczką sportową.

## Filmografia[1]
- 1946: Zakazane piosenki jako kioskarka
- 1949: Za wami pójdą inni... jako służąca rodziców Anny
- 1950: Pierwszy start
- 1953: Przygoda na Mariensztacie jako kobieta w Złocieniu
- 1953: Trzy opowieści jako Bobrowa

## Ordery i odznaczenia
- Złoty Krzyż Zasługi (11 lipca 1955)[5]